# قائمة أسوء حوادث التدافع
هذه قائمة بأسوء حوادث التدافع مُرتبة زمنيًا. العديد من هذه الحوادث مدرجة أيضًا في قائمة الحوادث والكوارث حسب عدد القتلى (قائمة الحوادث والكوارث حسب عدد القتلى). (غالبًا ما يساء استخدام مصطلح " التدافع stampede" في وسائل الإعلام الشعبية لأنه يشير تحديدًا إلى الهروب المذعور من الخطر. كانت معظم هذه الأحداث هي حوادث تزاحم ناجمة عن سوء إدارة الأحداث.). وقعت أسوأ حوادث التدافع في العصر الحديث في المملكة العربية السعودية خلال موسم الحج، حيث أودت حادثة نفق منى عام 1990 بحياة 1426 شخصًا، وتسبب تدافع منى 2015 في مقتل 2400 شخص.

## القرن الثامن عشر
| تقدير عدد الوفيات | التاريخ        | الاسم                     | الدولة | المكان                        | الوصف |
| ----------------- | -------------- | ------------------------- | ------ | ----------------------------- | --- |
| 245               | 11 أكتوبر 1711 | تدافع على جسر Guillotière | فرنسا  | ليون، فرنسا                   | حوصر حشد كبير عائد من مهرجان على الجانب الآخر من نهر الرون أمام عائق في منتصف الجسر ناجم عن تصادم بين عربتين. |
| 133               | 30 مايو 1770   | بلا اسم                   | فرنسا  | ميدان الكونكورد (الآن)، باريس | عندما اشتعلت النيران في عرض للألعاب النارية في احتفال بزفاف لويس السادس عشر وماري أنطوانيت، مما أدى إلى اشتعال النيران في تماثيل الأزياء وغيرها من الزخارف، حيث مات الكثيرون دهسًا بينما غرق آخرون في نهر السين المجاور. قدّر بعض المؤرخين أن إجمالي عدد القتلى وصل إلى 3000. |

## القرن التاسع عشر
| تقدير عدد الوفيات | التاريخ        | الاسم                   | الدولة                            | المكان                              | الوصف |
| ----------------- | -------------- | ----------------------- | --------------------------------- | ----------------------------------- | --- |
| 27–34 +           | 23 فبراير 1807 | 1807 كارثة نيوجيت       | المملكة المتحدة · المملكة المتحدة | سجن نيوجيت، لندن                    | مات عشرات المتفرجين دهسًا، عندما اندفع جزء من حشد قوامه نحو 40 ألف متفرج كانوا يشاهدوا الإعدام بعد انهيار عربة خشبية. |
| 110               | 12 فبراير 1823 | مأساة الكرنفال عام 1823 | مالطا                             | فاليتا                              | توفي حوالي 110 فتى دهسًا أثناء محاولتهم مغادرة دير مينوري أوسرفانتي خلال احتفالات الكرنفال. |
| 65                | 19 فبراير 1849 | كارثة المسرح الملكي     | المملكة المتحدة                   | غلاسكو، اسكتلندا                    | حدث التدافع في المسرح الملكي، في شارع دنلوب، عندما هُرع الجمهور للهروب من المبنى بعد اندلاع حريق. |
| 43                | 20 نوفمبر 1851 | كارثة مدرسة وارد        | الولايات المتحدة                  | مدينة نيويورك                       | اختنق الطلاب بعد انهيار درابزين الدرج أثناء فرارهم من حريق، مما تسبب في تكدسهم في أسفل الدرج. |
| 20                | 16 يناير 1865  | بدون اسم                | المملكة المتحدة                   | دندي، اسكتلندا                      | حدث دهس أثناء الدخول إلى قاعة شارع بيل. كان المدخل الرئيس لقاعة الموسيقى به درج لأسفل ومجموعة من بوابات الفتح الداخلية. عندما فُتحت البوابات، دفعت قوة الحشد أولئك الموجودين في المقدمة إلى أسفل الدرج، مما تسبب في تراكم أدى في النهاية إلى مقتل 20 شخصًا، تراوحت أعمار ثلاثة أرباعهم بين 12 و18 عامًا. |
| 19                | 10 أكتوبر 1872 | بدون اسم                | ألمانيا                           | أوستروو (الآن في بولندا )           | قُتل 19 امرأة وطفلاً في حشد من الناس، بعد انهيار درج في كنيس خلال صيام يوم الغفران. أدى انطفاء إضاءة الغاز إلى إغراق شرفة كنيس يهودي (على ما يبدو معرض النساء) في الظلام، مما تسبب في حالة من الذعر بين النساء.                                                                                         |
| 278               | 5 ديسمبر 1876  | حريق مسرح بروكلين       | الولايات المتحدة                  | بروكلين، نيويورك                    | أدى تكسُر سلالم صالة العرض والشرفة أثناء الحريق إلى تأخير إخلاء المبنى، وهو عامل مساهم في ارتفاع عدد الوفيات. |
| 12                | 30 مايو 1883   | بدون اسم                | الولايات المتحدة                  | مدينة نيويورك                       | أصيب العشرات بعد أن تعثرت امرأة على درج جسر بروكلين، الذي كان مفتوحًا لمدة ثمانية أيام في ذلك الوقت. وتفاقم التدافع بسبب مخاوف من أن الجسر على وشك الانهيار. |
| 183               | 16 يونيو 1883  | كارثة صالة فيكتوريا     | المملكة المتحدة                   | سندرلاند، إنجلترا                   | دُهس 183 طفلاً تتراوح أعمارهم بين 3 و14 عامًا عندما اندفع أكثر من 1100 طفل إلى أسفل درج مسدود لجمع الهدايا من الفنانين بعد نهاية أحد العروض. |
| 40                | 14 أكتوبر 1883 | بدون اسم                | روسيا                             | زيونكا، بودوليا (الآن في أوكرانيا ) | تسببت طلقات نار كاذبة في صالة النساء في الكنيس في اندلاع زحام واندفاع الناس نحو المخرج. |
| 183               | 5 سبتمبر 1887  | مسرح إكستر رويال فاير   | المملكة المتحدة                   | إكستر، إنجلترا                      | حالات الوفاة بسبب عدم كفاية مخارج الهروب من الحريق. |
| 1،389             | 18 مايو 1896   | مأساة خودينكا           | روسيا                             | حقل خودينكا، موسكو                  | دُهس الراغبون في الحصول على الهدايا أثناء تتويج القيصر نيكولاس الثاني - وجرح 1300 آخرين. |

## القرن العشرين
| تقدير عدد الوفيات | التاريخ        | الاسم                             | الدولة           | المكان   | الوصف                                                                                          |
| ----------------- | -------------- | --------------------------------- | ---------------- | -------- | ---------------------------------------------------------------------------------------------- |
| 115               | 19 سبتمبر 1902 | حادثة كنيسة Shiloh Baptist Church | الولايات المتحدة | برمنغهام | حدث تدافع بعد انطلاق كاذب لجرس إنذار الحريق أثناء بوكر تي واشنطن.                              |
| 602               | 30 ديسمبر 1903 | حريق مسرح Iroquois                | الولايات المتحدة | شيكاغو   | حدثت أغلب الوفيات بسبب الاختناق أثناء محاولة الهرب.                                            |
| 16                | 11 يناير 1908  | كارثة صالة Barnsley               | المملكة المتحدة  | بارنسلي  | كان الطفال يحاولون مشاهدة عرض، وحدث تزاحم على الدرج بعدما اكتظت الصالة، وادى إلى وفاة 16 طفلًا. |

## القرن الحادي والعشرين

### عقد 2000
| تقدير عدد الوفيات | التاريخ | الاسم | الدولة | المكان | الوصف |
| ----------------- | ------- | ----- | ------ | ------ | ----- |

### عقد 2010
| تقدير عدد الوفيات | التاريخ | الاسم | الدولة | المكان | الوصف |
| ----------------- | ------- | ----- | ------ | ------ | ----- |

### عقد 2020
| تقدير عدد الوفيات | التاريخ | الاسم | الدولة | المكان | الوصف |
| ----------------- | ------- | ----- | ------ | ------ | ----- |